# Округ Вилијамс (Северна Дакота)
Округ Вилијамс (енгл. Williams County) је округ у америчкој савезној држави Северна Дакота.

## Демографија
По попису из 2010. године број становника је 22.398, што је 2.637 (13,3%) становника више него 2000. године.
| Група             | 2000.          | 2010.          |
| Белци             | 18.245 (92,3%) | 20.364 (90,9%) |
| Афроамериканци    | 24 (0,1%)      | 63 (0,3%)      |
| Азијати           | 36 (0,2%)      | 79 (0,4%)      |
| Хиспаноамериканци | 185 (0,9%)     | 436 (1,9%)     |
| Укупно            | 19.761         | 22.398         |